# Professor Wallis de Matemática

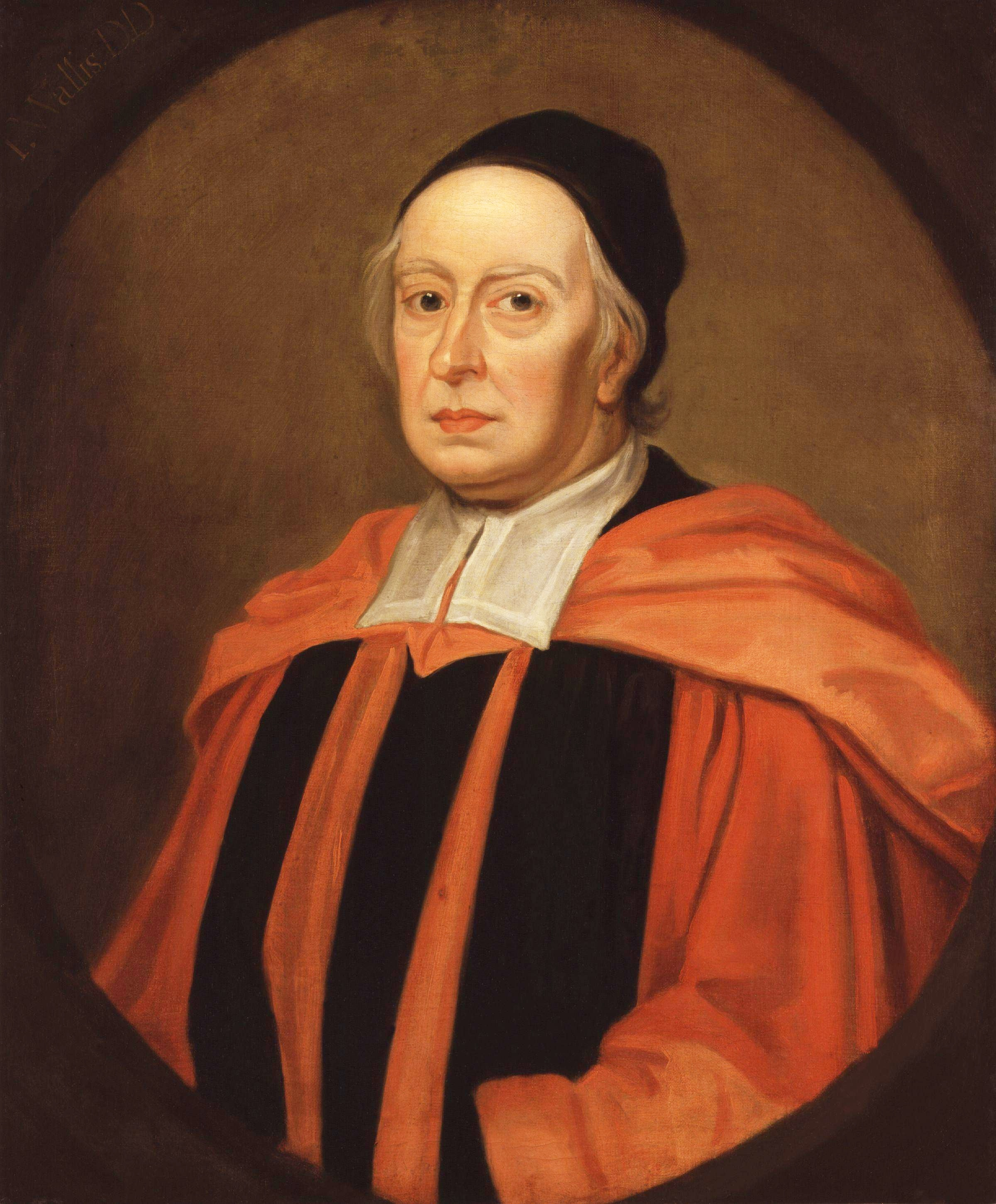
John Wallis

A Cátedra Wallis de Matemática (em inglês:  Wallis Professorship of Mathematics) é uma cátedra do Instituto de Matemática da Universidade de Oxford. Foi estabelecida em 1969 em memória de John Wallis, que foi professor da Cátedra Saviliana de Geometria em Oxford de 1649 a 1703. 

## Lista de Professores Wallis de Matemática
- 1969 a 1985: John Kingman[1]
- 1985 a 1997: Simon Donaldson[2]
- 1999 até a atualidade: Terry Lyons[2]